# モニター (装甲艦)
| USS Monitor |                                      |
| 艦歴        |                                      |
| 発注        | 1861年10月4日                        |
| 起工        | 1861年                               |
| 進水        | 1862年1月30日                        |
| 就役        | 1862年2月25日                        |
| その後      | 1862年12月31日沈没                   |
| 性能諸元    |                                      |
| 排水量      | 987トン（1,003メートルトン）         |
| 全長        | 172 ft (52 m)                        |
| 全幅        | 41 ft 6 in (12.6 m)                  |
| 吃水        | 10 ft 6 in (3.2 m)                   |
| 機関        |                                      |
| 最大速      | 8 ノット (15 km/h)                   |
| 乗員        | 士官、兵員 59 名                     |
| 兵装        | 11 in (279 m) ダールグレン滑腔砲 2門 |

モニター (USS Monitor) は、アメリカ合衆国海軍初の装甲艦。本艦は装甲艦同士で行われた初の海戦、1862年3月9日のハンプトン・ローズ海戦でアメリカ連合国海軍の装甲艦「バージニア」(CSS Virginia) と交戦したことで有名である。本艦はその後建造されていくモニター艦の基礎となった。
本艦が建造される以前の軍艦はほとんどが木造船であった。ハンプトン・ローズ海戦以後、軍艦の設計は鋼鉄の装甲を導入し劇的に変化していった。

## 設計

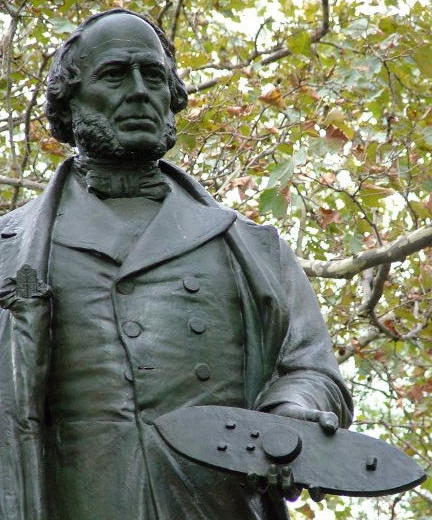
「モニター」の模型を手にするジョン・エリクソンの銅像

「モニター」は合衆国海軍によって発注された3隻の装甲艦の内の一隻であった。残りの2隻は「ガリーナ」(USS Galena)、「ニュー・アイアンサイズ」(USS New Ironsides) であった。「モニター」は、スウェーデン系のエンジニアのジョン・エリクソンによって設計された。エリクソンは、優秀ではあるが短気な性格の持ち主であった。「モニター」はダールグレン砲2門を納めた円筒形砲塔で武装され、その様子は “筏の上のチーズボックス” (cheesebox on a raft) と形容された。鋼板で装甲された上甲板は水面ぎりぎりの高さしかなく、砲塔と小さな矩形の操舵室、分離可能な煙突および少数の取り付け器具を除いて、艦の大部分は敵の砲撃からの損害を防ぐために水線下にあった。「モニター」の船体部分は、ニューヨークのブルックリンにあったコンチネンタル鉄工所グリーンポイント・セクションで建造され、1862年1月30日に進水した。マンハッタンのバッテリー・パークには「モニター」の模型を手にするジョン・エリクソンの銅像がある。
「モニター」は設計においても建造技術においても革新的であった。艦の部品は9カ所の鋳造所で鍛造され、1カ所に集められて建造された。全工程には約120日がかかった。「モニター」は “チーズボックス” 旋回砲塔に加え、エリクソンによるスクリューが装備された初の海軍艦艇であった。エリクソンは「モニター」に近代潜水艦の装備の多くを実装し、最初の半潜水艦として完成させた。対照的に、「バージニア」は装甲で覆われてはいたものの従来の木造船であり、既存の艦の延長に過ぎなかった。

## ハンプトン・ローズ海戦
1862年3月8日、ハンプトン・ローズで行われた合衆国海軍による海上封鎖部隊に対して連合国海軍装甲艦「バージニア」(CSS Virginia) は攻撃を行い、「カンバーランド」(USS Cumberland) および「コングレス」(USS Congress) を破壊し、「ミネソタ」(USS Minnesota) を座礁させた。その夜、「モニター」はジョン・L・ウォーデン中尉の指揮下にブルックリンから曳航されて到着した。翌3月9日、「バージニア」は「ミネソタ」および他の合衆国海軍艦艇へ攻撃を行うため戻り、「モニター」は「バージニア」を阻止するために出撃した。両装甲艦は約4時間の戦闘を行い、共に大きく損傷した。戦術的には戦闘は引き分けであったが、戦略的には「モニター」の勝利であった。「バージニア」の使命は海上封鎖の突破であったが、結局封鎖を破ることはできなかった。「モニター」の使命は合衆国艦隊を守ることであったが、その目的は達成された。「モニター」が艦長の目の負傷で退却した後「バージニア」は戦場を "支配" した。「バージニア」はその後もしばしばハンプトン・ローズで航行したが、モニターの再度の敗北を危惧する合衆国政府の意向もありモニターにはバージニアとの戦闘禁止令が出されたため2隻の装甲艦が再び相まみえることはなかった。

## モニター艦
「モニター」はモニター艦のプロトタイプとなり、その後多くの河川モニター、航洋モニターが建造された。それらの艦は南北戦争においてミシシッピ川やジェームズ・リバーでの戦闘で活躍した。何隻かの艦は2または3基の砲塔を装備し、後期に建造された艦は航行能力が改善された。
ハンプトン・ローズ海戦のちょうど3か月後に、スウェーデンへの設計が発注された。そして1865年に最初のスウェーデン製モニターがノーショーピングで建造された。その艦は設計者に敬意を表して「ジョン・エリクソン」と命名された。「ジョン・エリクソン」に続いて14隻のモニター艦が建造され、その内の一隻「セルヴ」は現在もヨーテボリのヨーテボリ海事博物館で保存されている。
アメリカ海軍における最後のモニター艦は1937年に除籍された。

## 難破

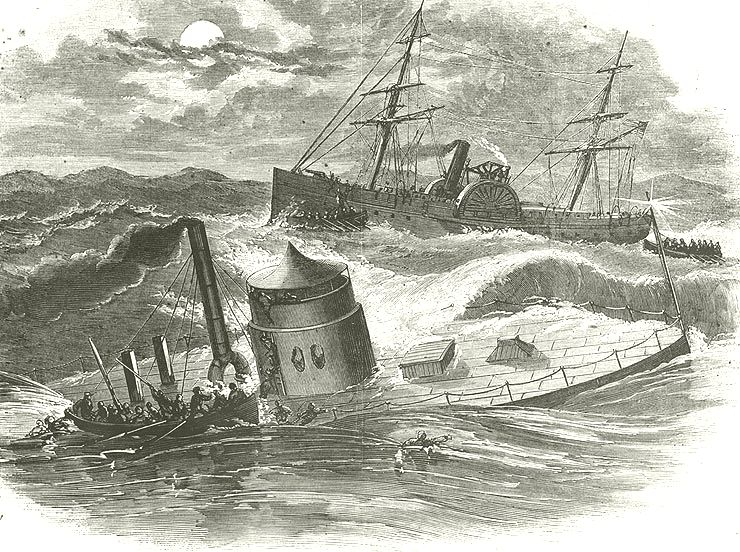
「モニター」の海難

「モニター」の設計は河川など平水での戦闘には適していたが、低い乾舷と重い砲塔は外洋での航行を困難にした。この特徴が第一艦の早い喪失に結びついたと考えられる。「モニター」は1862年12月31日、外輪式運送船「ロードアイランド」による曳航中に高波におそわれノースカロライナ州ハッテラス岬沖で沈没し、62名の乗組員のうち16名が行方不明となった。
モニターの艦名の2代目は第二次世界大戦中の車両揚陸艦「モニター」(USS Monitor, LSV-5) に襲名された。揚陸艦の「モニター」は太平洋戦線で活動し、戦後解体された。

## 再発見
1973年、アメリカ海軍の試験機RP-3Dにより「モニター」の残骸がハッテラス岬から約26マイル南東の大西洋の海底にあることが発見された。「モニター」の沈没現場はアメリカで最初の海洋自然保護区として指定された。モニター保護区は13の国立海洋自然保護区のうち、文化財を保護するために作られた唯一の自然保護区である。 
2003年には「モニター」の当時革新的であった旋回砲塔が、国立海洋大気庁および海軍ダイバーチームによる41日間の作業によって引き揚げられた。砲塔の浮上作業中に潜水士は2名の乗組員の遺体を発見した。国のために戦死した2名の水兵は彼らの水兵仲間によって1世紀以上後に海底の墓所から救い出され、海軍による葬儀が執り行われた。
モニター保護区は現在国立海洋大気圏局の監督下にある。「モニター」の砲塔、スクリュー、錨、エンジンおよび乗組員の所持品が、バージニア州ニューポートニューズの海員博物館に展示されている。
1986年に「モニター」はアメリカ合衆国国定歴史建造物に指定された。それは世界で2箇所のアクセス可能なモニター艦の一つである。もう一カ所はノルウェー海軍の「トール」(KNM Thor) の沈没地点で、ノルウェーのヴェストフォル県に所在する。